# Villemereuil
Villemereuil é uma comuna francesa na região administrativa de Grande Leste, no departamento de Aube. Estende-se por uma área de 7,81 km². Em 2010 a comuna tinha 255 habitantes (densidade: 32,7 hab./km²).